# Киев-Волынский

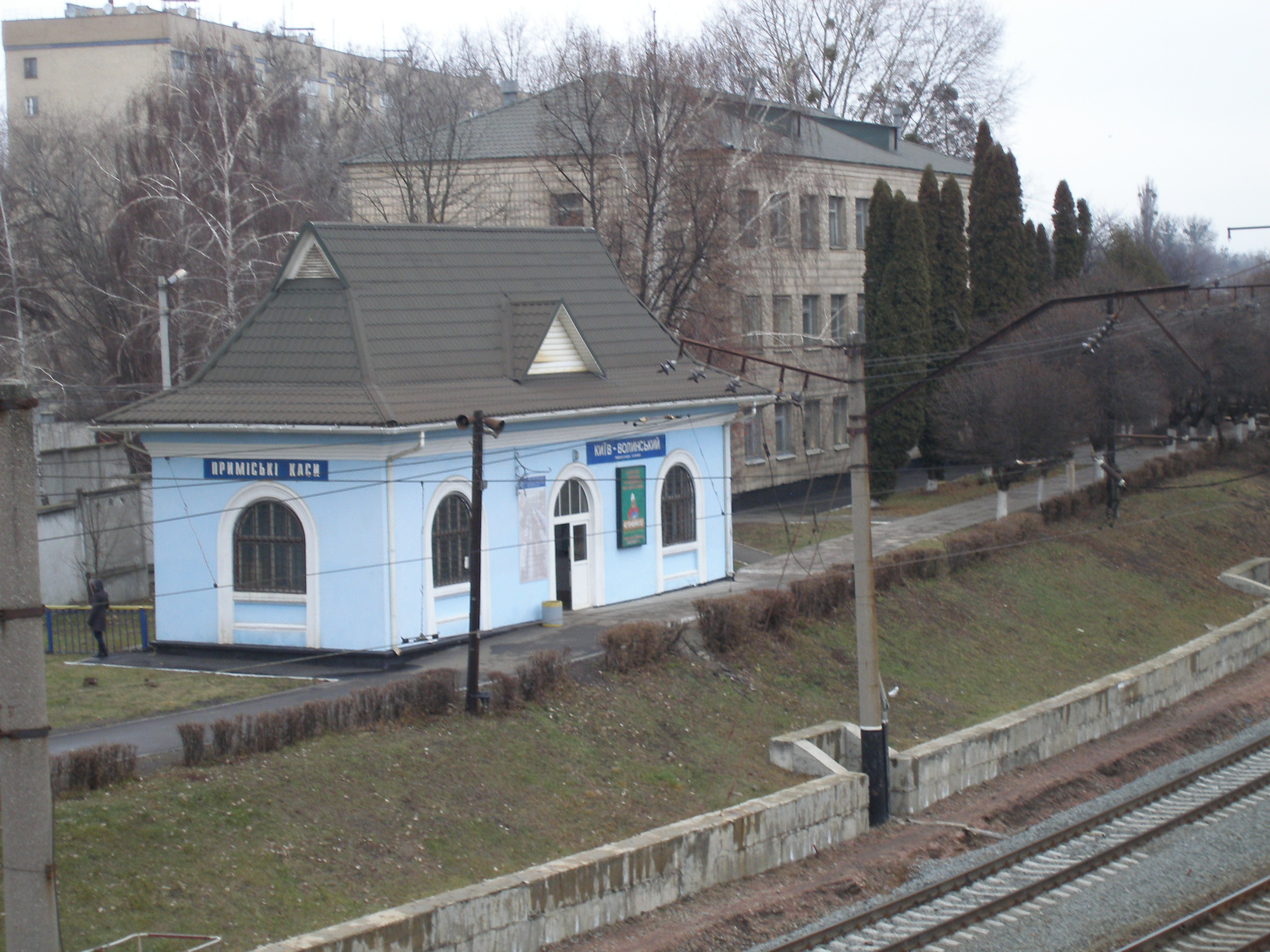

Ки́ев-Волы́нский (укр. Київ-Волинський) — узловая железнодорожная станция Юго-Западной железной дороги. Расположена на юго-западе г. Киева, вблизи аэропорта Жуляны. Адрес — ул. Новополевая, 101б. Открыта в 1902 году.
Историческое название раздельного пункта — Пост-Волынский — дало название прилегающей местности и происходит от географического названия местности Волынь, в направлении которой ведёт начинающаяся здесь железнодорожная линия — к ст. Коростень.
Через Киев-Волынский курсируют поезда от ст. Киев-Пассажирский в направлениях Фастова и Коростеня. 5  пассажирских высоких платформ. На станции останавливаются только пригородные электропоезда и некоторые электропоезда повышенного комфорта. С 4 октября 2011 года входит в маршрут следования городской электрички. В зоне станции расположены железнодорожные пути промышленного назначения по которым осуществляется транспортное сообщение с предприятиями расположенными в районах Чоколовки и Борщаговки, в частности, Киевский авиаремонтный завод, Завод гражданской авиации № 410, Борщаговский химико-фармацевтический завод, Плодокомбинат Соломенского района, Киевский рыбкомбинат и др.
По состоянию на 2017 год существуют маршруты городского наземного транспорта: автобусы №2, 78, 80, троллейбус №27 (конечная остановка).